# Snu Abecassis
Ebba Merete Seidenfaden (Copenhague, 7 de octubre de 1940 - Camarate, 4 de diciembre de 1980), de casada Ebba Merete Abecassis y más conocida como Snu Abecassis, fue una editora danesa-portuguesa, fundadora la editorial Publicaçoes Dom Quixote que se hizo famosa por especializarse en obras de izquierda, asociadas a las ideas contrarias a la dictadura del Estado Nuevo portugués.

## Trayectoria
Hija de los periodistas daneses Erik Seidenfaden y Ebbe Merete nació en Copenhague el 7 de octubre de 1940. De pequeña le pusieron el apodo de Snu, que significa "inteligente" en danés.
En 1961 se casó con Alberto Vasco Abecassis. Al año de casarse, se mudaron a Portugal y allí nacieron los tres hijos de la pareja. En 1965, bajo su dirección, fundó la editorial Publicações Dom Quixote en Lisboa. La empresa publicó tanto obras literarias de izquierda como de no ficción, centrándose en aquellas que desafiaban a la autoridad política portuguesa o que aún no se habían publicado en portugués. Fue la primera en publicar Pippi Calzaslargas y Alexander Solzhenitsyn en Portugal,así como el libro Las dos culturas de Charles Percy Snow.
Francisco Sá Carneiro fue un político portugués con quien Abecassis tuvo un romance. Ella se divorció de su marido, pero Sá Carneiro no consiguió obtener el divorcio de su esposa. A pesar de ello, comenzaron a vivir juntos. Murieron juntos el 4 de diciembre de 1980, en el accidente aéreo de Camarate, en el que, además de Snu y Sá Carneiro, también falleció Adelino Amaro da Costa. Los tres se dirigían a un mitin con motivo del final de la campaña presidencial de António Soares Carneiro. Se ha especulado que el accidente fue el resultado de un intento de asesinato, pero ningún grupo llegó a ser procesado.

## Legado cultural
En 2003, se publicó la biografía que su madre escribió sobre ella seis años después de su fallecimiento. En 2010, el último minuto de la vida de Abecassis fue objeto de una obra de teatro, estrenada en el teatro Casafez de Lisboa. En 2011, Cándida Pinto publicó una biografía titulada Snu, que fue traducida al danés en 2013.
Abecassis también apareció en la serie 3 Mujeres, emitida por primera vez el 26 de octubre de 2018, que contó la historia de su vida junto a la de la periodista Maria Armanda Falcão y la escritora Natália Correia. La película SNU se estrenó en 2019, dirigida por Patrícia Sequeira ; fue el segundo estreno nacional más visto del año.
Elizabeth Hera Garton hibridó una orquídea y la llamó Snu en honor a Abecassis.